# Banyoles
Banyoles is een gemeente in de Spaanse provincie Girona in de regio Catalonië met een oppervlakte van 11 km². Het is de hoofdstad van de comarca Pla de l'Estany. Banyoles telt 20.187 inwoners (2022).

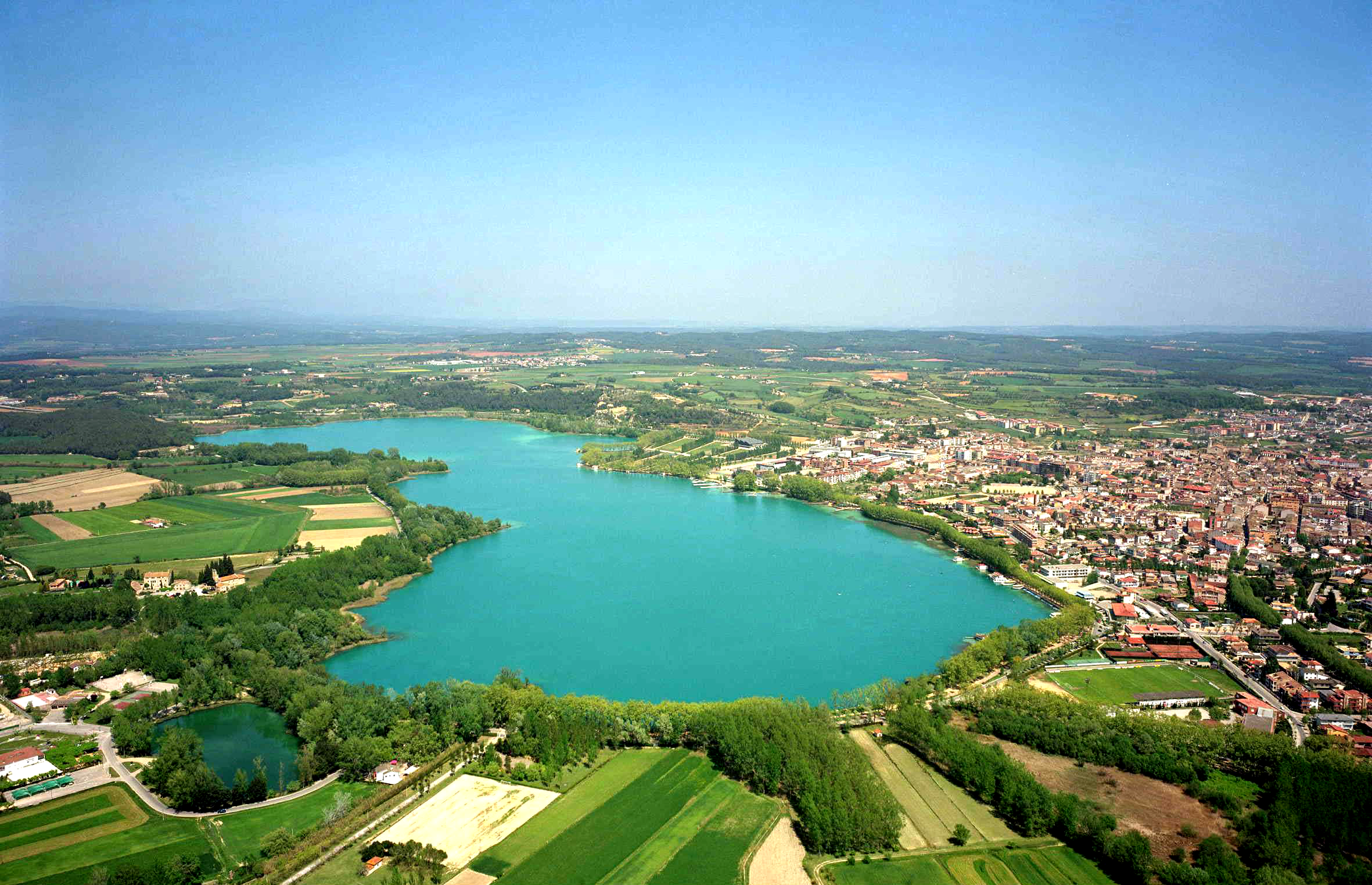
Banyoles Meer

## Demografische ontwikkeling
Bron: INE (cijfers per 1 januari 2019)